# Aristolochia moupinensis
Espèce
Aristolochia moupinensis, l’aristoloche de Moupin, est une espèce de plantes à fleurs de la famille Aristolochiaceae. C'est une plante grimpante originaire des montagnes de Chine.
Elle est utilisée en phytothérapie chinoise et reste peu cultivée en Europe.

## Étymologie et histoire de la nomenclature
Le nom de genre Aristolochia, créé par Linné en 1753, vient du grec ἄριστος - aristos, « excellent », et λοχεία - lokhia, « accouchement ». Le pharmacologue grec du Ier siècle Dioscoride, donne l'explication suivante: « L'aristoloche tire son nom du fait qu'elle passe pour exceller à faciliter les accouchements » (MM, III, 4).
L’épithète spécifique moupin.ensis dérive de Moupin, transcription phonétique du toponyme chinois Muping 穆坪 par le père David (et Moupine par Franchet, ce qui est plus proche de la phonétique de l’original), désignant actuellement le district de Baoxing dans le Sud-Ouest de la province du Sichuan en Chine et du suffixe latin -ensis  « qui vit dans, originaire de », en référence au lieu de sa découverte.

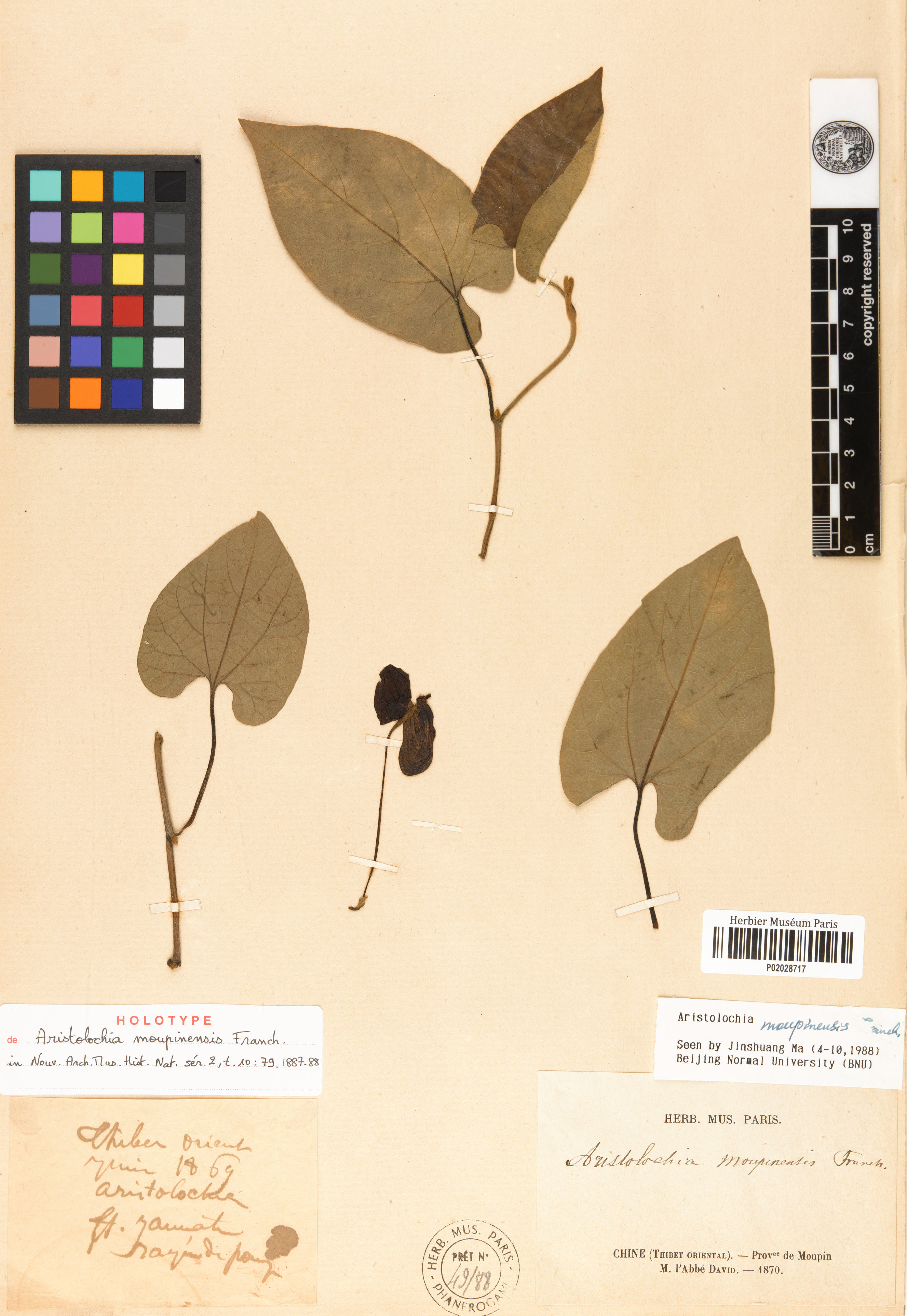
A. moupinensis dans l'Herbier du père David.

En juin 1869, le missionnaire botaniste Armand David a découvert cette aristoloche à Moupin dans le Tibet oriental lors d’un séjour qu’il y fit pour collecter pour le compte du Muséum d’histoire naturelle, des plantes et des animaux d’espèces inconnues jusque-là. Le lieu est devenu réputé parmi les botanistes en raison des 676 spécimens de plantes que le père David y récolta et envoya à Paris pour identification.
Le botaniste du Muséum Adrien Franchet en donnera une description botanique dans Plantae davidianae ex sinarum imperio.
Son nom chinois vernaculaire est 淮通 huaitong.

## Synonymes
D’après Tropicos, les synonymes sont :

### Synonyme homotypique
- Isotrema moupinense (Franch.) X.X.Zhu, S.Liao & J.S.Ma in Phytotaxa 401: 12 (2019)

### Synonymes hétérotypiques
- Aristolochia bonatii H. Léveiller
- Aristolochia jinshanensis ZL Yang et SX Tan

## Description
Aristolochia moupinensis  est une liane à tige striée, densément villeuse gris-jaune, grimpant dans les arbustes.
Les feuilles possèdent un pétiole de 3–8 cm, densément villeux et un limbe ovale à ovale-cordiforme, de 6-16 × 5–12 cm, papyracé, face inférieure densément villeuse, 2 à 3 paires de nervures palmées à partir de la base; cette base est profondément cordée ou auriculée, sinus 1- 2,5 cm de profondeur, apex aigu ou acuminé, portant près de la base des bractées ovales. 
Les fleurs axillaires, zygomorphes sont solitaires ou jumelées, portées par un pédoncule légèrement pendant, de 3–8 cm, densément villeux. Le calice jaunâtre veiné de mauve est un tube courbé, avec une partie basale de 20–30 mm sur 8–10 mm, à 3 lobes largement ovales, rouge-marron, recourbés avec le cœur jaune.
Le fruit est une capsule cylindrique de 6-8 x 2–3,5 cm.
La floraison a lieu en mai-juin et la fructification en août-septembre.

## Distribution et habitat
L’aristoloche de Moupin est une espèce endémique de Chine, croissant dans les provinces du Fujian, Guizhou, Hunan, Jiangxi, Sichuan, Yunnan, Zhejiang.
Elle pousse dans les forêts, les fourrés et le long des ruisseaux de montagne entre 2 000 et 3 000 m d’altitude.

## Usages

### Horticole
Elle a été collectée par E.H. Wilson dans l’ouest de la Chine pour le compte des pépinières Veitch & Sons ; elle fleurit une première fois dans les pépinières à Coomb Wood en juin 1908.
L’aristoloche de Moupin reste très rare en culture. C’est une grimpante à grandes feuilles cordiformes avec de grosses fleurs rouge-marron avec le cœur jaune, et tout à fait rustique.

### Phytothérapie chinoise
Selon la « Phytothérapie chinoise du Yunnan » 《云南中草药》Yunnan zhongcaoyao : « nature : amer (苦 ku) et froid (寒 han), évacue la chaleur et élimine l’humidité, draine le pus et soulage la douleur »[réf. nécessaire].